# Ingrid Thulin
Ingrid Lilian Thulin, född 27 januari 1926 i Sollefteå stad i Västernorrlands län, död 7 januari 2004 i Stockholm, var en svensk skådespelare, manusförfattare och regissör.

## Biografi
Ingrid Thulin var dotter till köpman Adam Thulin och Nanna Larsson. 1951–1955 var hon gift med regissören Claes Sylwander och 1956–1989 med Harry Schein.  Hon var under många år bosatt i Italien.

### Karriär
Ingrid Thulin var knuten till Malmö Stadsteater. Ingmar Bergman, som arbetade med henne i Malmö, engagerade henne i flera filmer såsom Smultronstället (1957), Nära livet (1958), Ansiktet (1958), Nattvardsgästerna (1963), Tystnaden (1963), Vargtimmen (1967), Viskningar och rop (1973) och Efter repetitionen (1984). Thulin spelade också huvudrollen i Alf Sjöbergs Domaren (1960) och i Luchino Viscontis De fördömda (1969).
På tv spelade Thulin bland annat Indras dotter i August Strindbergs Ett drömspel i Bergmans regi. Ingrid Thulin var även verksam som regissör, bland annat med den självbiografiskt färgade filmen Brusten himmel (1982). Hennes självbiografi Någon jag kände utkom 1992.
2008 instiftade Sollefteå kommun ett stipendium till Ingrid Thulins minne. Ingrid Thulin-stipendiet kan sökas av enskild person eller grupp som är i början av sin konstnärliga utövning. De sökande skall vara födda i eller ha annan anknytning till Ådalen.
Ingrid Thulin är begravd på Sollefteå kyrkogård.

## Eftermäle
Asteroiden 12379 Thulin är uppkallad efter henne.

## Filmografi i urval
- 1948 – Dit vindarna bär
- 1949 – Havets son
- 1949 – Kärleken segrar
- 1950 – Hjärter Knekt
- 1951 – Leva på "Hoppet"

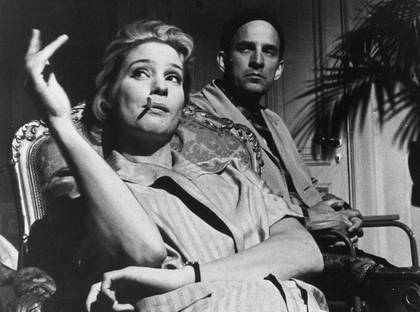
Thulin och Ingmar Bergman under inspelningen av Tystnaden 1963

- 1952 – Kalle Karlsson från Jularbo
- 1952 – Möte med livet
- 1953 – En skärgårdsnatt
- 1953 – Göingehövdingen
- 1954 – Två sköna juveler
- 1955 – Danssalongen
- 1955 – Hoppsan!
- 1956 – Den dödes skugga
- 1956 – Pettersson i Annorlunda
- 1957 – Aldrig i livet
- 1957 – Det händer i natt
- 1957 – Smultronstället
- 1958 – Nära livet
- 1958 – Ansiktet
- 1960 – Domaren
- 1962 – Agostino
- 1962 – De fyra ryttarna
- 1963 – Nattvardsgästerna
- 1963 – Tystnaden
- 1963 – Ett drömspel
- 1964 – Games of Desire
- 1965 – Hängivelsen (kortfilm; manus och regi)
- 1965 – Return from the Ashes
- 1966 – Nattlek
- 1966 – Kriget är slut
- 1967 – Vargtimmen
- 1968 – Badarna
- 1969 – Riten
- 1969 – De fördömda
- 1971 – Short Night of the Glass Dolls
- 1972 – Viskningar och rop
- 1973 – La sainte famille
- 1974 – En handfull kärlek
- 1974 – Moses the Lawgiver
- 1975 – La Cage
- 1975 – Monismanien 1995
- 1976 – På andra sidan bron
- 1976 – Salong Kitty
- 1978 – En och en (del i manus och regi tillsammans med Sven Nykvist och Erland Josephson)
- 1982 – Brusten himmel (manus och regi)
- 1984 – Efter repetitionen
- 1987 – Il giorno prima
- 1992 – La casa del sorriso

## Teater

### Roller
| År   | Roll                         | Produktion                                                                    | Regi                 | Teater                           |
| ---- | ---------------------------- | ----------------------------------------------------------------------------- | -------------------- | -------------------------------- |
| 1947 |                              | Född i går Garson Kanin                                                       | Johan Falck          | Norrköping-Linköping stadsteater |
| 1947 |                              | Kungens paket Staffan Tjerneld och Alf Henrikson                              | Hans Dahlin          | Norrköping-Linköping stadsteater |
| 1947 |                              | Venus S. J. Perelman, Ogden Nash, Roland Levin och Kurt Weill                 | Johan Falck          | Norrköping-Linköping stadsteater |
| 1948 |                              | Erik XIV August Strindberg                                                    | Johan Falck          | Norrköping-Linköping stadsteater |
| 1948 |                              | Dagar på ett moln Kjeld Abell                                                 | Johan Falck          | Norrköping-Linköping stadsteater |
| 1949 |                              | Som ni behagar William Shakespeare                                            | Rune Carlsten        | Skansens friluftsteater          |
| 1949 | Katte Hopp                   | Sanningens pärla Zacharias Topelius                                           | Keve Hjelm           | Dramaten                         |
| 1950 | Miss Forsythe                | En handelsresandes död Arthur Miller                                          | Alf Sjöberg          | Dramaten                         |
| 1950 | Tulla, trollkvinna           | Ljungby horn Frans Hedberg                                                    | Carl-Henrik Fant     | Dramaten                         |
| 1950 | Första damen                 | Tokiga grevinnan Jean Giraudoux                                               | Olof Molander        | Dramaten                         |
| 1950 | Medverkande                  | Erik XIV August Strindberg                                                    | Alf Sjöberg          | Dramaten                         |
| 1951 | Edmée                        | Chéri Colette                                                                 | Mimi Pollak          | Dramaten                         |
| 1951 | Lotta, Granris-Kajsas dotter | Amorina Carl Jonas Love Almqvist                                              | Alf Sjöberg          | Dramaten                         |
| 1951 |                              | Kära Ruth Norman Krasna                                                       | Ernst Eklund         | Lisebergsteatern                 |
| 1952 | Dottern                      | Furierna Enrique Suáres de Deza                                               | Arne Ragneborn       | Dramaten                         |
| 1952 | Gigi                         | Gigi Anita Loos                                                               | Per-Axel Branner     | Nya Teatern                      |
| 1952 | Carla Huston-Smith           | Man till salu (The Bottom of the Pile) Ernest Vajda och Clement Scott Gilbert | Per-Axel Branner     | Nya Teatern                      |
| 1953 | Valerie Barton               | Flodlinjen (The River Line) Charles Morgan                                    | Per-Axel Branner     | Nya Teatern                      |
| 1953 | Geraldine Hubles             | Dårskapens timme Anna Bonacci                                                 | Per Gerhard          | Vasateatern                      |
| 1953 |                              | Man till salu Ernest Vajda och Clement Scott Gilbert                          | Per-Axel Branner     | Lisebergsteatern                 |
| 1955 | Janet Honeyman               | Simon och Laura Alan Melville                                                 | Per-Axel Branner     | Lisebergsteatern                 |
| 1956 | Carol Churt                  | Min fru på drift Noël Coward                                                  | Per-Axel Branner     | Lisebergsteatern                 |
| 1956 |                              | Trojanska kriget blir inte av Jean Giraudoux                                  | Lars-Levi Laestadius | Malmö stadsteater                |
| 1956 | Agda                         | Erik XIV August Strindberg                                                    | Ingmar Bergman       | Malmö stadsteater                |
| 1957 | Säterjänta Anitra            | Peer Gynt Henrik Ibsen                                                        | Ingmar Bergman       | Malmö stadsteater                |
| 1957 |                              | Eurydike Jean Anouilh                                                         | Lars-Levi Laestadius | Malmö stadsteater                |
| 1958 |                              | Månfåglarna Marcel Aymé                                                       | Yngve Nordwall       | Malmö stadsteater                |
| 1958 | Rose                         | Sagan Hjalmar Bergman                                                         | Ingmar Bergman       | Malmö stadsteater                |

## Radioteater

### Roller
| År   | Roll           | Produktion                                  | Regi            |
| ---- | -------------- | ------------------------------------------- | --------------- |
| 1950 | Syster Andrews | Salig överstens döttrar Katherine Mansfield | Gustaf Molander |